# Synagoge (Meseritz)
Koordinaten: 52° 26′ 38″ N, 15° 34′ 44″ O

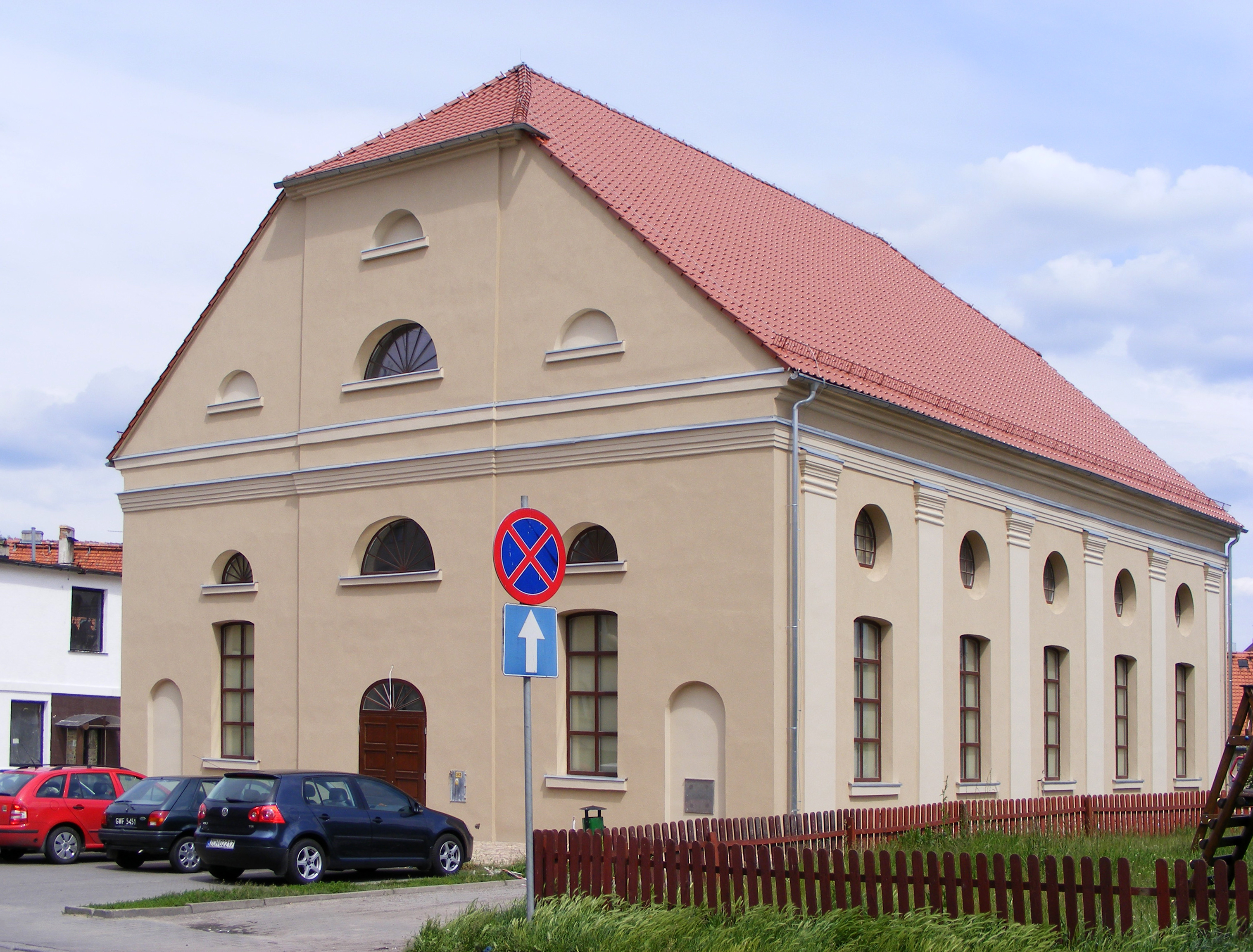
Synagoge in Meseritz

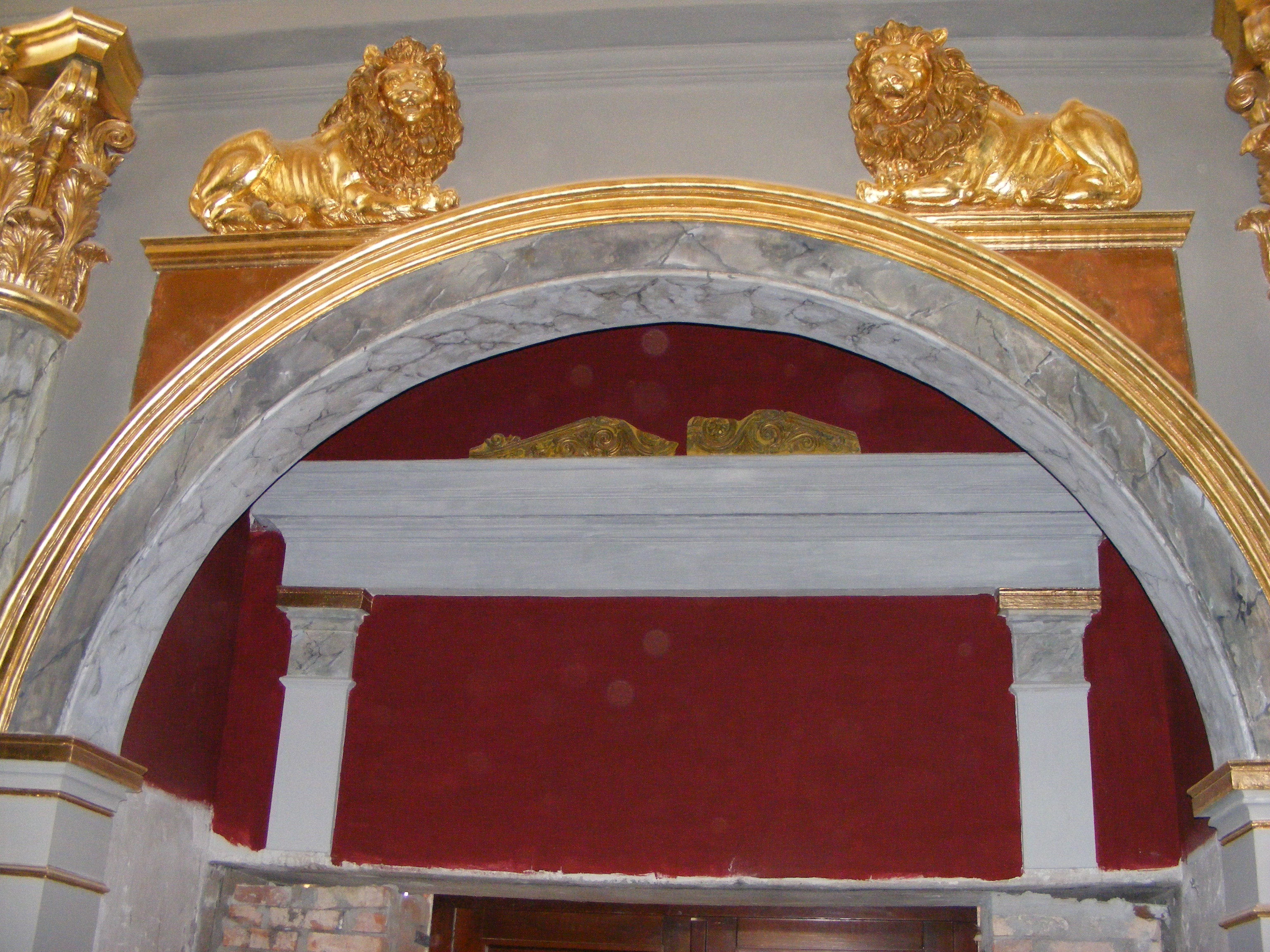
Detail des Toraschreins

Die Synagoge in Meseritz (polnisch Międzyrzecz), einer polnischen Stadt in der Wojewodschaft Lebus, wurde von 1825 bis 1827 errichtet. Die Synagoge mit der Adresse Księdza Skargi 2 ist ein geschütztes Kulturdenkmal.

## Geschichte
Im Jahr 1824 vernichtete ein Großfeuer das Judenviertel, einschließlich der um 1790 errichteten Synagoge. An gleicher Stelle wurde die neue Synagoge im Stil des Klassizismus erbaut. Ende der 1920er Jahre wurde das Synagogengebäude renoviert.
Beim Novemberpogrom 1938 blieb die Synagoge nahezu unberührt, sie wurde danach als Lagerraum genutzt.
Das Synagogengebäude wurde von einem privaten Investor in den letzten Jahren grundlegend saniert und wurde als Geschäfts- und Bürohaus genutzt. Der Rahmen des Toraschreins, flankiert von zwei korinthischen Säulen und mit zwei Löwen geschmückt, ist erhalten geblieben. 
Das Gebäude wurde 2023 vom städtischen Museum erworben und soll zu einem Museum für Geschichte und Kultur des Judentums umgestaltet werden. Es wird dann das Einzige seiner Art in Westpolen sein. Museumsdirektor Andrzej Kirmiel sucht dafür noch – vor allem – finanzielle Unterstützung.